# Carcasseiland

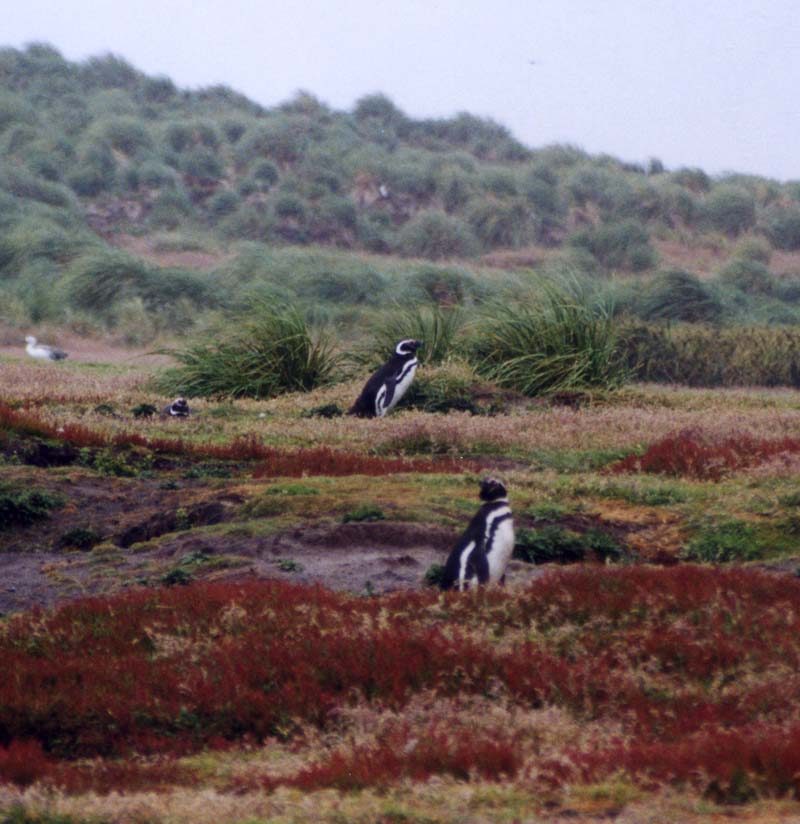
Spheniscus magellanicus op het eiland

Carcasseiland (En.: Carcass Island) is een van de Falklandeilanden. Het ligt ten noordwesten van West-Falkland en ten zuidwesten van de Jasoneilanden.
Het eiland is vernoemd naar HMS Carcass, die het eiland bezocht in 1766.
Op Carcasseiland leven geen ratten. Vandaar dat er zoveel vogels zijn. Maar er leven ook zeehonden en pinguïns.
Op het eiland bevindt zich een kleine nederzetting: Port Patterson. Het dorpje is bekend om zijn tuinen. Er is ook een kleine winkel.